# Isla Grand Nixon

Isla Grand Nixon es una isla ficticia en el Universo Marvel propiedad del deshonrado ex General del Ejército de los EE. UU. Kreigkopf. La isla en sí contiene la base militar de Kreigkopf, rodeada de un vasto entorno selvático. La isla aparece en la serie de cómics de The Punisher en la edición #3 (Americano Feo) a la edición #5 (Sin Límites). Americano Feo introduce al General Kreigkopf y la Isla Gran Nixon. También revela que Kreigkopf tiene bajo su mando 2.000 mercenarios y tiene en su poder una bomba de hidrógeno francesa robada . Es aquí que el general planea enviar un Boeing 747 lleno de comandos al Consejo Europeo de Bruselas para demostrar que él no era un hombre con el que meterse. Él también planeó lanzar una bomba de hidrógeno en Europa.

## En otros medios
La isla Grand Nixon apareció en The Punisher como uno de los niveles. En este juego se muestra que la Isla Grand Nixon tiene un cuartel, torres de francotirador, un garaje, un comedor y una pequeña zona de gimnasio, casetas y una instalación de lanzamiento de misiles nucleares y una zona de despegue conectados entre sí a través de un enlace de telecabina sobre un inmenso cañón, rodeado de un ambiente selvático enorme. También tiene un pequeño hangar. El Punisher se entera de los planes del general Kreigkopf de lanzar un misil nuclear en la ciudad de Nueva York a causa de su odio a Estados Unidos y acto seguido se lanza en paracaídas en la Isla Grand Nixon, matando a los mercenarios rusos del general con la ayuda de Nick Furia que se encuentra con el Punisher en un punto. El Punisher también va a la Isla Grand Nixon para matar al propio General Kreigkopf, quien le ordenó al Ruso que atacara a Frank en su apartamento antes en el juego. Finalmente, el Punisher asesina a Kreigkopf y escapa de la isla, llevándose a un noqueado Furia a bordo de un aeroplano mientras que la isla entera explota.
- Datos: Q5594844